# Sjtreimel

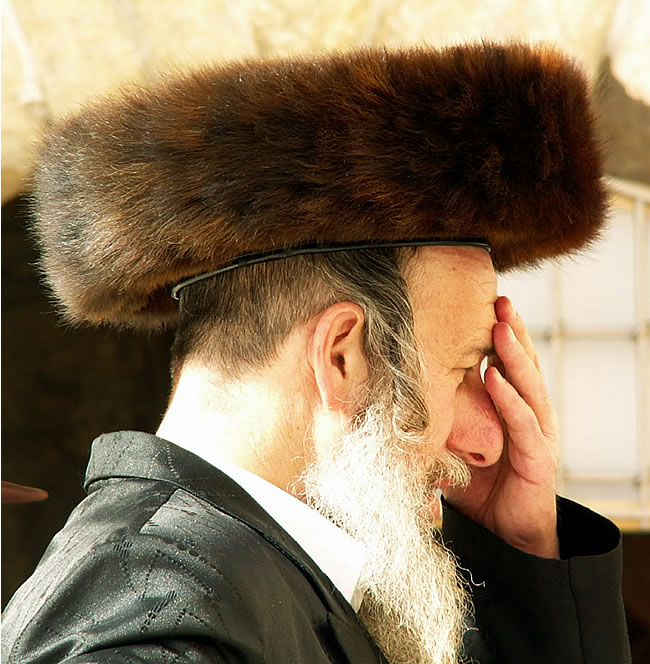
Orthodoxe Jood met sjtreimel bij de Klaagmuur

Een sjtreimel of shtreimel (Jiddisch: שטריימל, mv. שטריימלעך , schtrejmlech), is de Jiddische naam van de bonten hoed die wordt gedragen door vele gehuwde chassidisch-joodse mannen op de sjabbat en andere feestelijke gebeurtenissen. De hoed lijkt wel op de door sommige chassidim gedragen spodik, maar de sjtreimel heeft een breed, laag model, terwijl de spodik hoog en langwerpig is.
De sjtreimel wordt gemaakt van bont, meestal van een sabelmarter. Het is het duurste artikel in de chassidische kleding: prijzen kunnen uiteenlopen van 1500 tot 5500 euro. Meestal is het de vader van de bruid die de sjtreimel voor de aanstaande schoonzoon koopt, zodat hij hem op de bruiloft kan dragen.
Oekraïense en Litouwse chassidim dragen meestal geen sjtreimel. De Gerrer-chassidim uit Polen dragen een spodik in plaats van een sjtreimel.